# Boêmia do Sul
Boêmia do Sul(pt-BR) ou Boémia do Sul(pt-PT?) (tcheco: Jihočeský kraj) é uma região da República Tcheca. Sua capital é a cidade de České Budějovice.

## Distritos
- České Budějovice
- Český Krumlov
- Jindřichův Hradec
- Písek
- Prachatice
- Strakonice
- Tábor